# Музика (видавництво)
Видавництво «Му́зика» (рос. Издательство «Музыка») — найбільше і найстаріше радянське, а нині російське спеціалізоване видавництво в галузі музичного мистецтва. Засноване 1918 року.

## Історія
Попередником видавництва була нотноторгова та видавнича фірма російського музичного видавця Петра Івановича Юргенсона — «П. Юргенсон», яка розпочала свою діяльність у музично-видавничій галузі 1861 року. Підприємство видало значний об'єм педагогічної літератури, опублікувало велику кількість творів російської та зарубіжної музики. Після смерті Петра Юргенсона у 1904 році його справу успішно продовжив його син Борис Петрович Юргенсон.
1918 року фірма була націоналізована і до 1921 року продовжила роботу як підрозділ Музичного відділу Народного комісаріату просвіти РСФРР, а потім як Музсектор Держвидаву РРФСР. У 1930 році установа набула самостійності і стала називається — «Музгіз» (разом з відділенням у Ленінграді увійшло у систему Об'єднання державних книжково-журнальних видавництв). З 1954 року — у системі Головвидаву при Міністерстві культури СРСР. У 1964 році на базі видавництв «Музгізу» та «Радянського композитора» було утворене Всесоюзне видавництво «Музика» з подвійним підпорядкуванням — Комітету з питань друку при Раді Міністрів СРСР і Спілці композиторів СРСР, яке 1967 року знову розділилося на два видавництва — «Музика» і «Радянський композитор» і знову стало самостійним.
До 1992 року працювало в системі Державного комітету Ради Міністрів СРСР у справах видавництв, поліграфії та книжкової торгівлі. До 2003 року мало філію в Санкт-Петербурзі. У віданні видавництва «Музика» перебувала Спеціальна бібліотека (Нотниця) — одне з найбільших в СРСР нотосховищ (2007 року передана до бібліотеки Московської консерваторії).

## Працівники
Видавництво в різний час очолювали російські музиканти: Павло Ламм, Ігор Белза, Костянтин Фортунатов; тут працювали Микола Жиляєв, Юрій Оленєв, Сергій Павчинський, Василь Кисельов, Костянтин Титаренко, Євгенія Гордєєва, Ангеліна Зоріна. З 1988 року головний редактор Валентина Рубцова. З 2003 року директор Марк Зільберквіт.

## Продукція
За радянських часів — найбільше музичне видавництво країни, випускало ноти (зокрема об'ємні оперні клавіри та складні партитури), російську і закордонну класичну музичну літературу, твори радянських композиторів, книги з естетики і музикознавства, підручники. Станом на початок 1980-х щорічний наклад становив понад 10 мільйонів екземплярів. Після розпаду СРСР ці традиції збереглися. Серед найбільших проєктів останніх років:
- «Тематико-бібліографічний покажчик творів Петра Чайковського» (2003);
- повне Зібрання творів Олександра Скрябіна (у 12 томах, 2011—2021)[2].